# Velké Opatovice
Velké Opatovice (německy Groß Opatowitz) jsou město v okrese Blansko v Jihomoravském kraji, 14 km severně od Boskovic na říčce Jevíčce, na hranici s Pardubickým krajem. Žije zde přibližně 3 500 obyvatel. Průměrná roční teplota se pohybuje okolo 7,7 °C a spadne zde 660 mm srážek za rok. Území obce s připojenými vesnicemi obklopuje jako enklávu obec Malá Roudka.

## Historie
První písemná zmínka je z roku 1308. První osídlení je však mnohem starší. Výskyt lidí na karastru obce archeologové doložili již v období neolitu. Od té doby s menšími přestávkami je doložena lidská činnost až do dnešních dnů. Původně se jednalo o dvě obce (Horní Opatovice a Dolní Opatovice), které se později sloučily ve Velké Opatovice. Sídlily zde významné rody: Věžníkové, Salmové a Herbersteinové. Od roku 1888 dostaly Opatovice přídomek Velké. Status města obdržely 15. října 1969.
Zámek poblíž kostela svatého Jiří byl postaven v roce 1757 v barokním slohu, poslední přestavba byla v roce 1913. Od 2. května 1924 se stal zámek vlastnictvím obce Velké Opatovice. Dne 2. ledna 1973 částečně vyhořel. Dostavba pod názvem Fosili podle návrhu Ing. Zdeňka Fránka byla zahájena v roce 1990. 26. listopadu 2007 jej navštívil prezident republiky Václav Klaus s manželkou. V roce 2008 byla rekonstrukce této části zámku dokončena a je v ní umístěno Moravské kartografické centrum, unikátní projekt nejen v celé ČR, ale i v Evropě.

## Pamětihodnosti
- zámek Velké Opatovice
- kostel sv. Jiří
- Opatovické hradisko jižně od obce
- Opatovická lípa
- Opatovická borovice
- reliéf Petra Bezruče z roku 1947 od Karla Otáhala. Nedaleko Opatovického hradiska. Zpočátku tvořil sochař podle básníkovy fotografie z roku 1939 a později z paměti. Sochař pracoval na reliéfu asi 15 dní. Reliéf byl 170 cm vysoký a celá opracovaná plocha měla plochu kolem dvou metrů. Do skály byl vyryt nápis " L. P. 1947 P. Bezručovi k osmdesátinám - autor". [4]
- reliéf Josefa Bohuslava Foerstera z roku 1950 od sochaře Karla Otáhala. Nedaleko Opatovického hradiska.
- socha Bedřicha Smetany

## Podnikání
Za nejvýznamnějšího zaměstnavatele v okolí je považována společnost RHI Magnesita a.s. (dříve P-D Refractories CZ, a.s. ještě dříve Moravské šamotové a lupkové závody Velké Opatovice, zkratkou MŠLZ), jež produkuje mnoho druhů výrobků v oblasti žáruvzdorných vyzdívek, betonů a křemičitého skla, zaměstnává více než 500 zaměstnanců.

## Samospráva
Od roku 1994 byl starostou obce Jiří Bělehrádek (KDU-ČSL). Na ustavujícím zasedání zastupitelstva 4. listopadu 2014 byl do této funkce opětovně zvolen. V říjnu 2015 ho ve funkci vystřídala Kateřina Gerbrichová.

## Části města
- Velké Opatovice
- Bezděčí
- Brťov u Velkých Opatovic
- Korbelova Lhota
- Svárov
- Velká Roudka

## Osobnosti
- Cyril Metoděj Lacina starší (1863–1916), podnikatel v mlynářství, spoluzakladatel a první předseda fotbalového klubu SK Židenice
- Cyril Metoděj Lacina mladší (1895–1920), fotbalista, mlynář a spoluzakladatel SK Židenice
- Karel Otáhal (1901–1972), sochař
- František Lízna (1941–2021), kněz, jezuita, poutník a spisovatel
- Josef Hrdlička (* 1942), emeritní pomocný biskup olomoucký, básník, překladatel a hudební textař
- Radko Martínek (* 1956), politik
- Vladimír Bezděk (* 1974), ekonom
- Jakub Dürr (1976–2023), politolog a diplomat, v letech 2018 až 2020 stálý představitel ČR při EU

## Partnerská města
- Elbingerode, Německo
- Stari Grad, Chorvatsko

## Fotogalerie

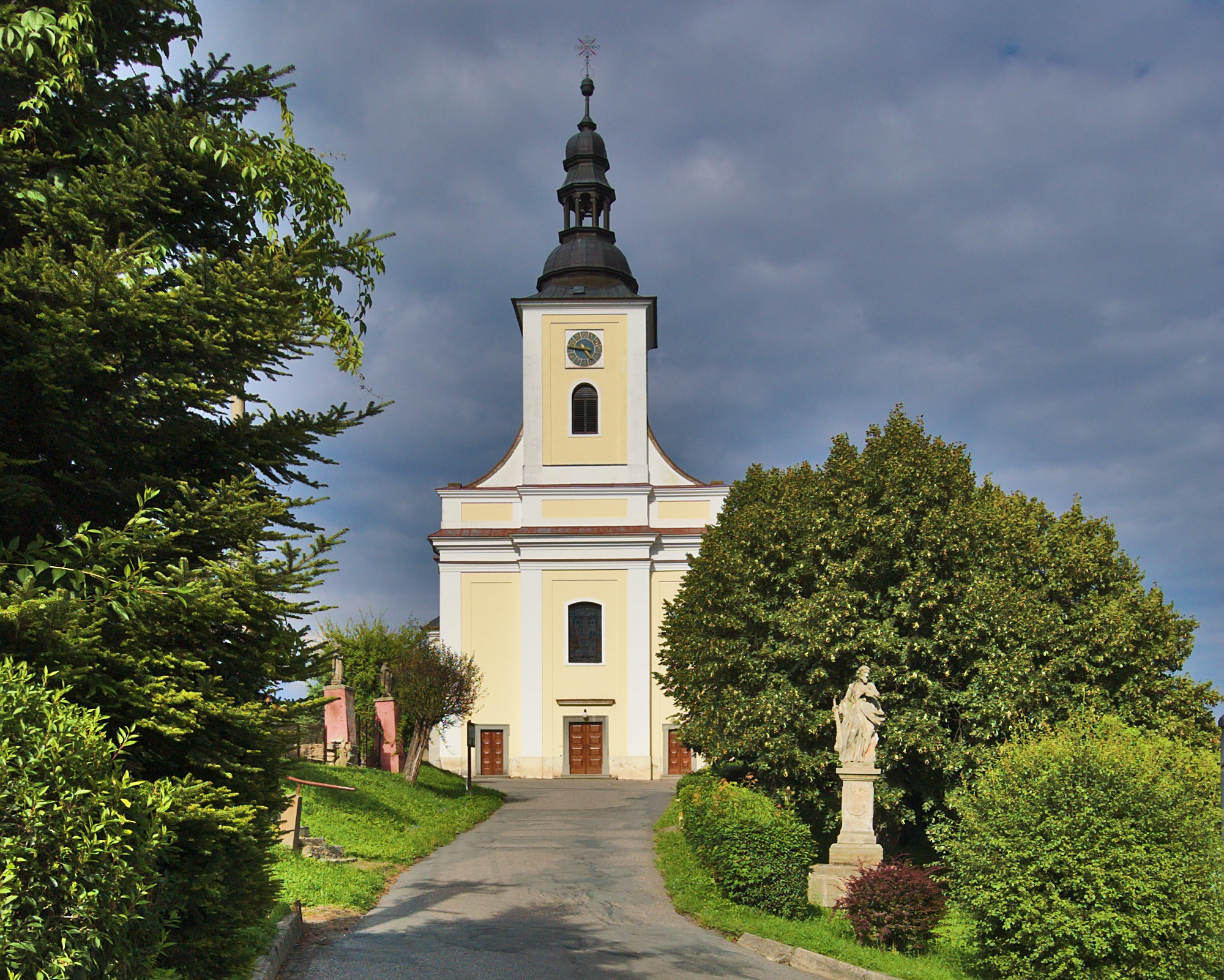
Kostel svatého Jiří
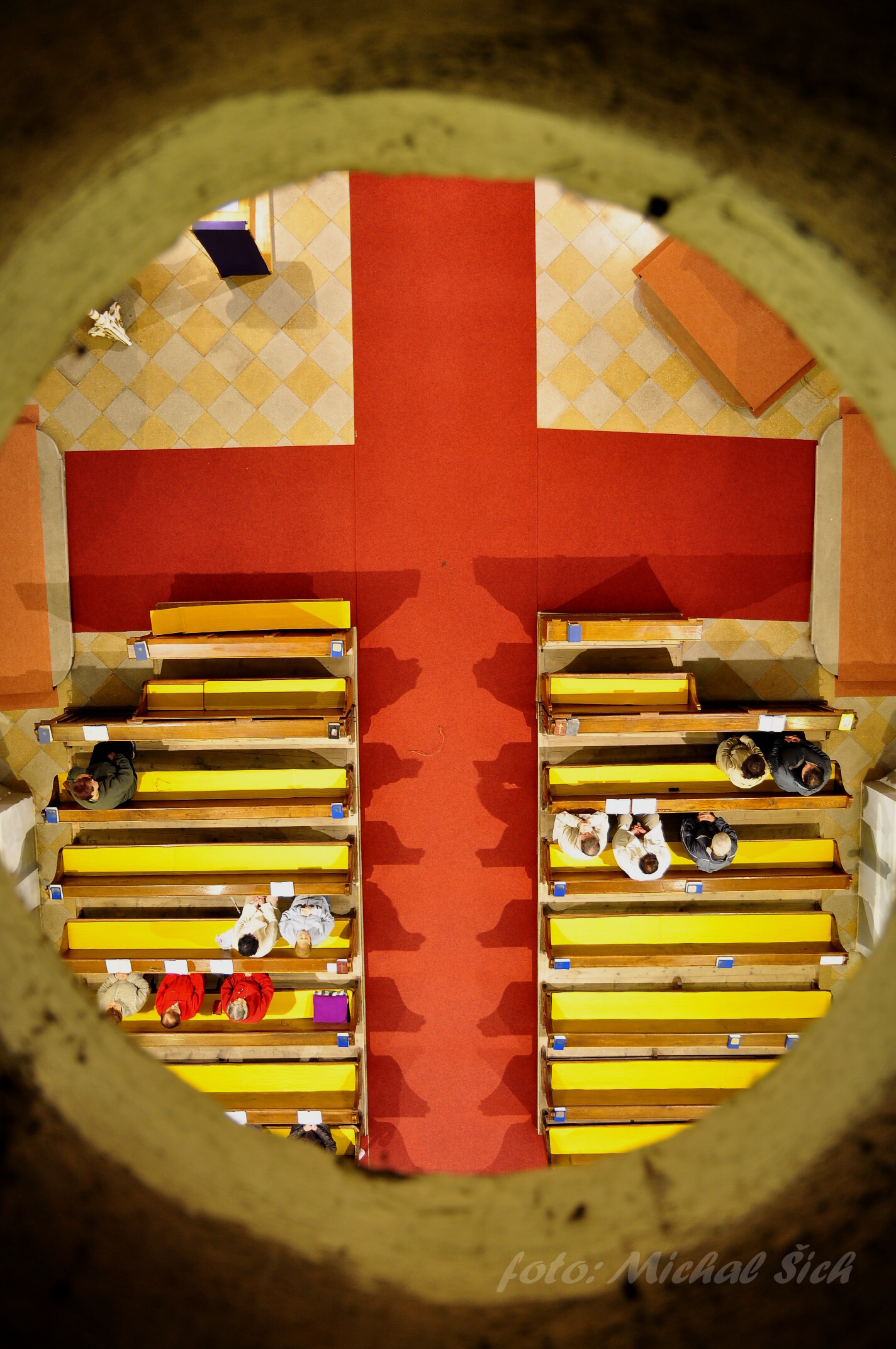
Interiér kostela svatého Jiří
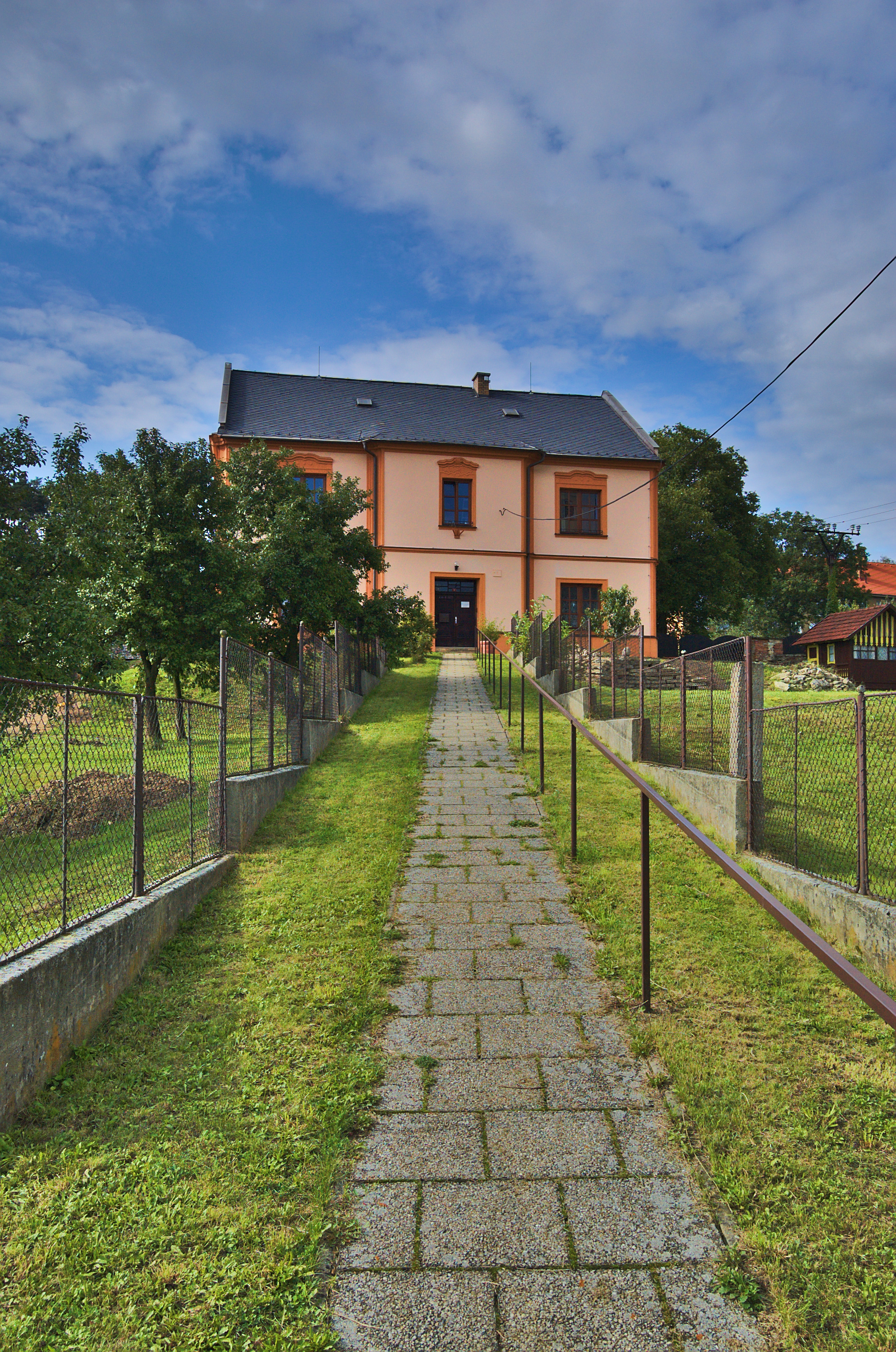
Fara
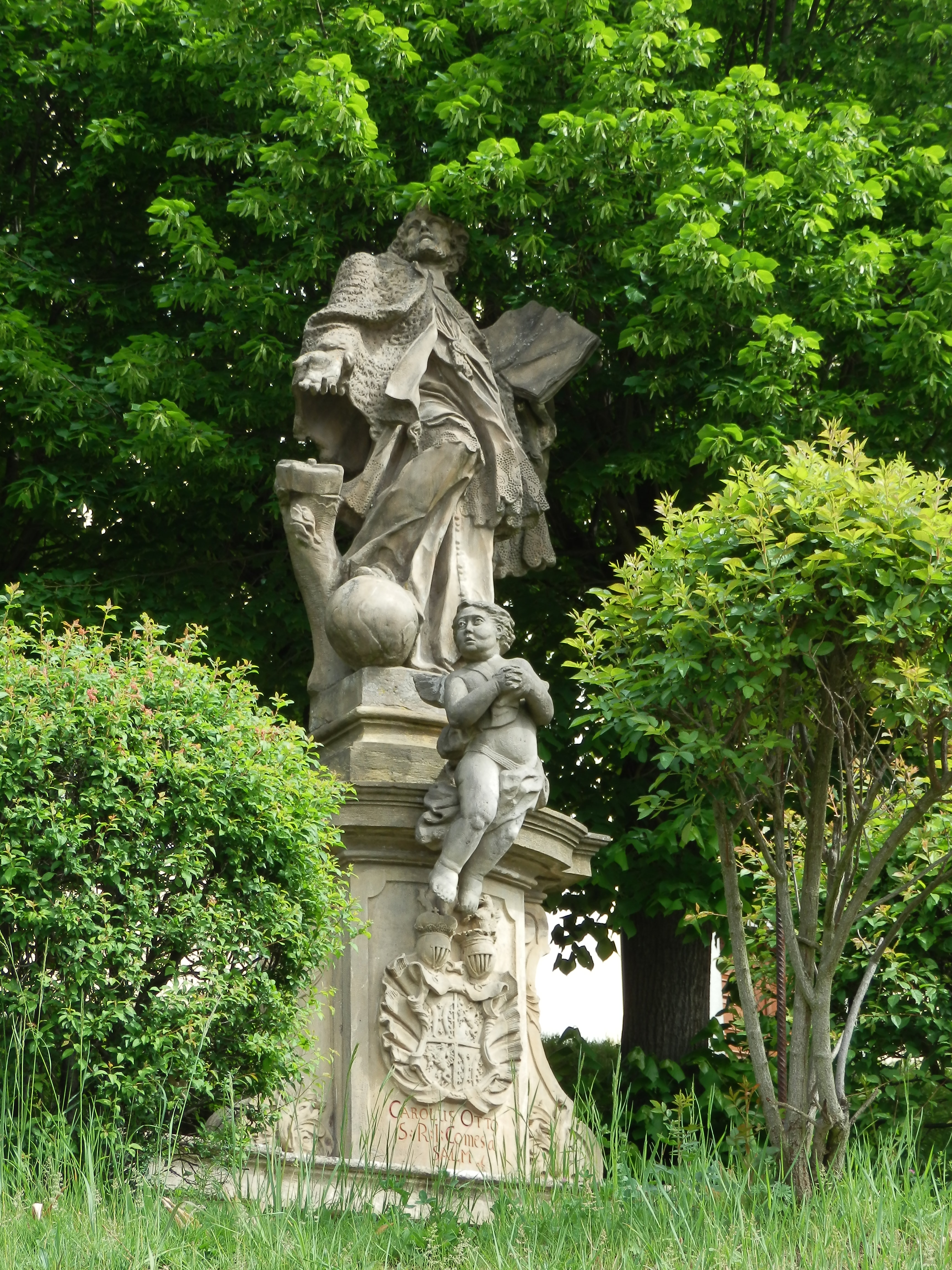
Socha svatého Jana Nepomuckého
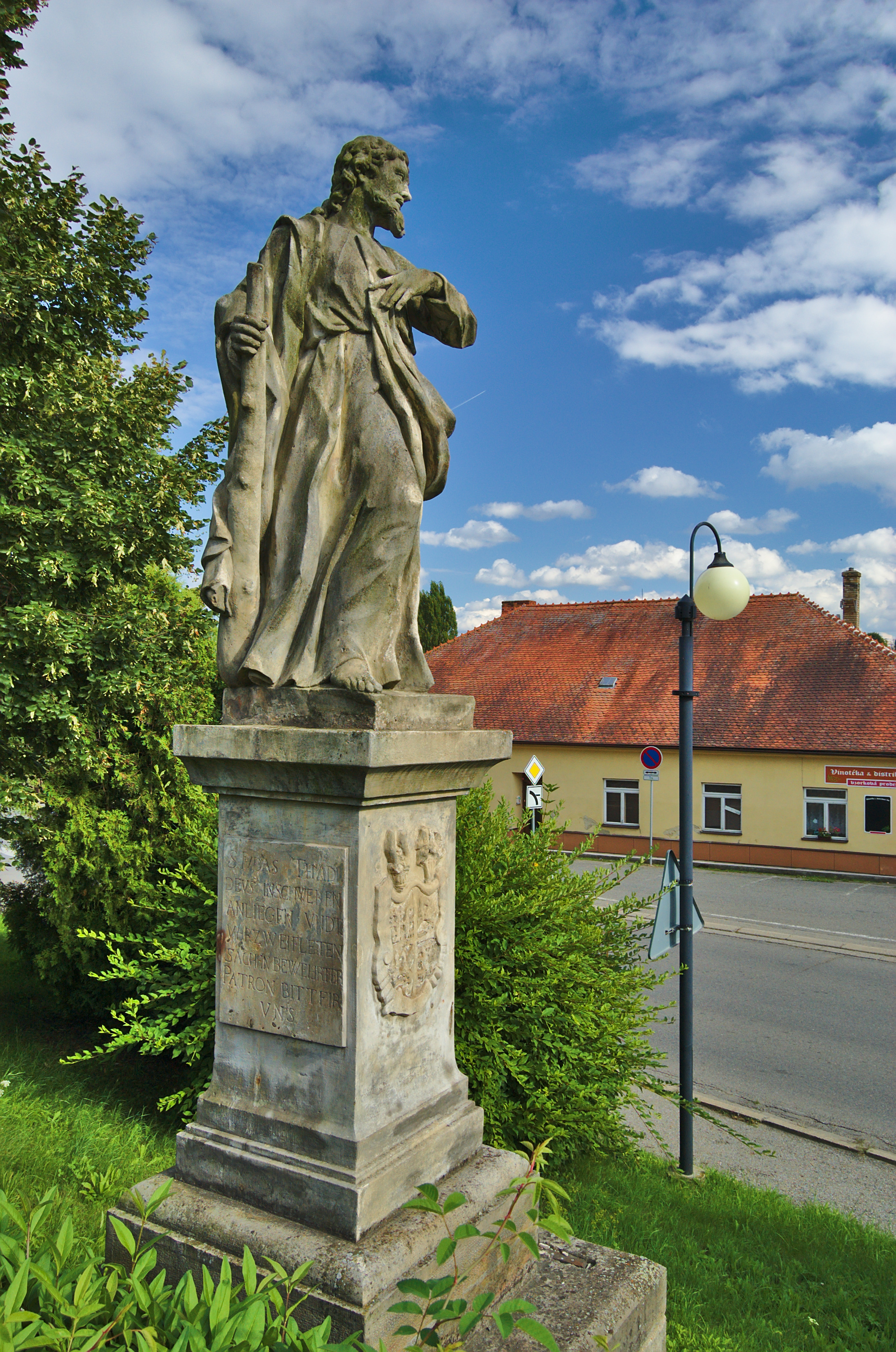
Socha před kostelem
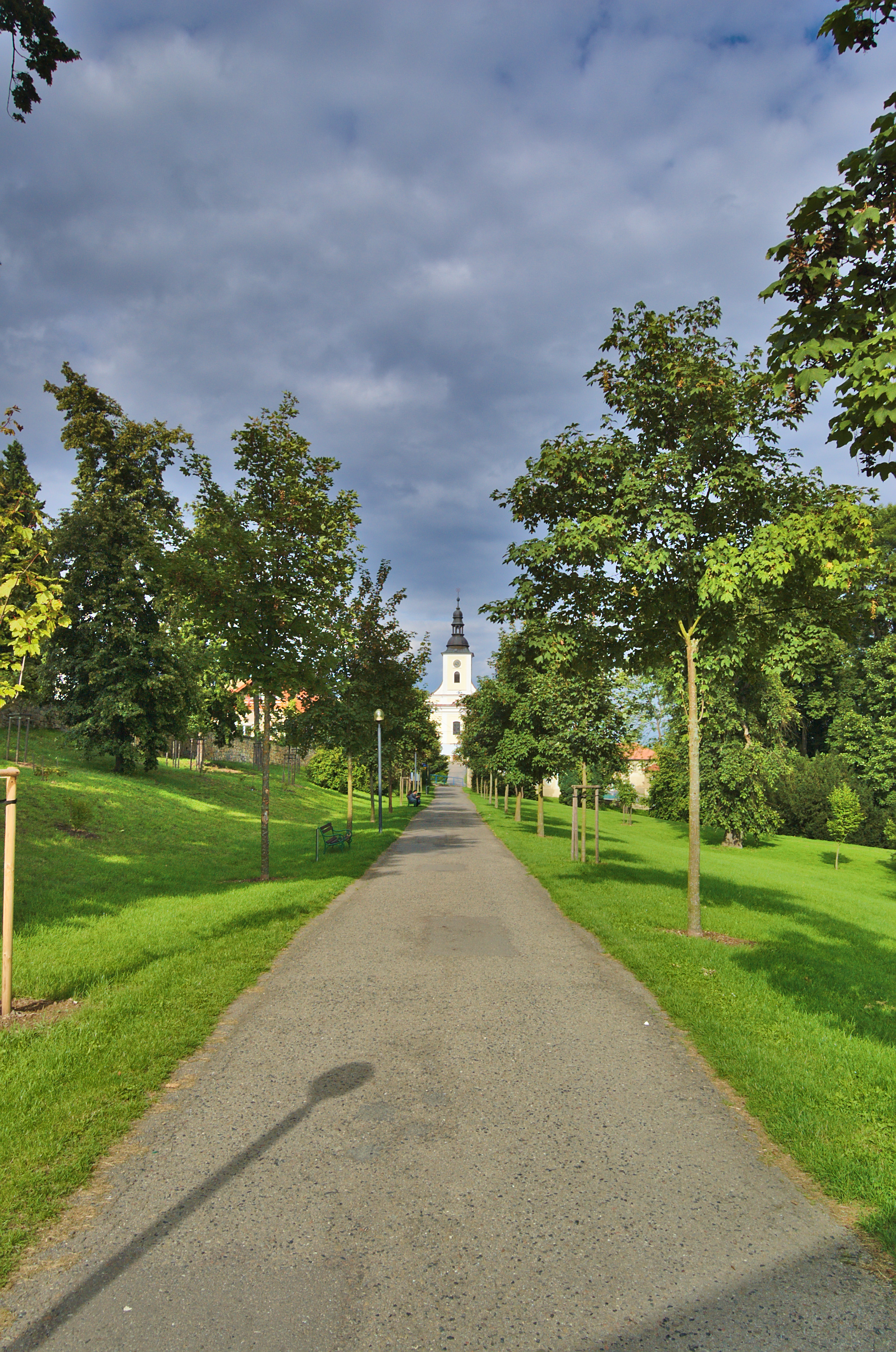
Zámecký park
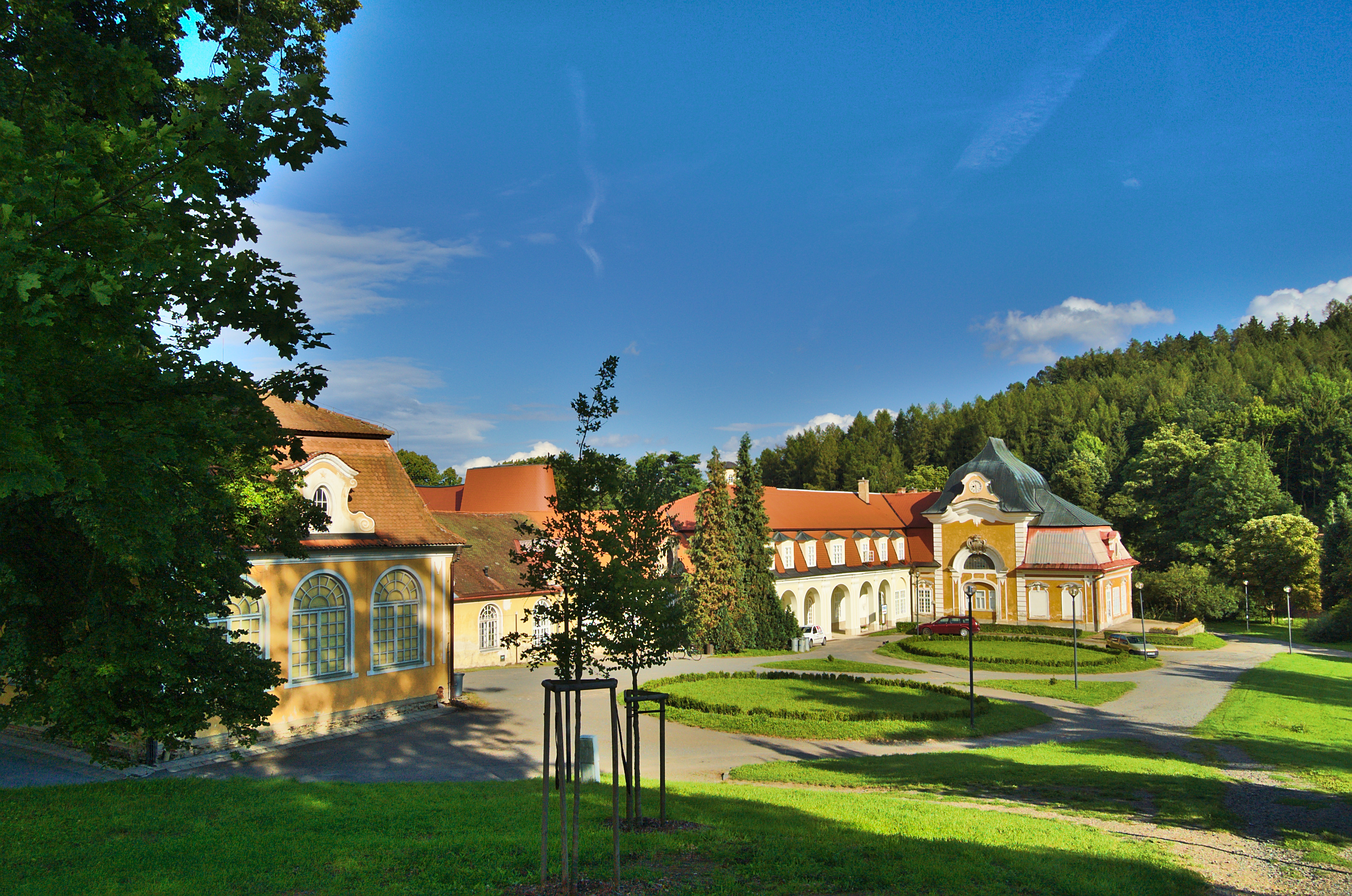
Zámek
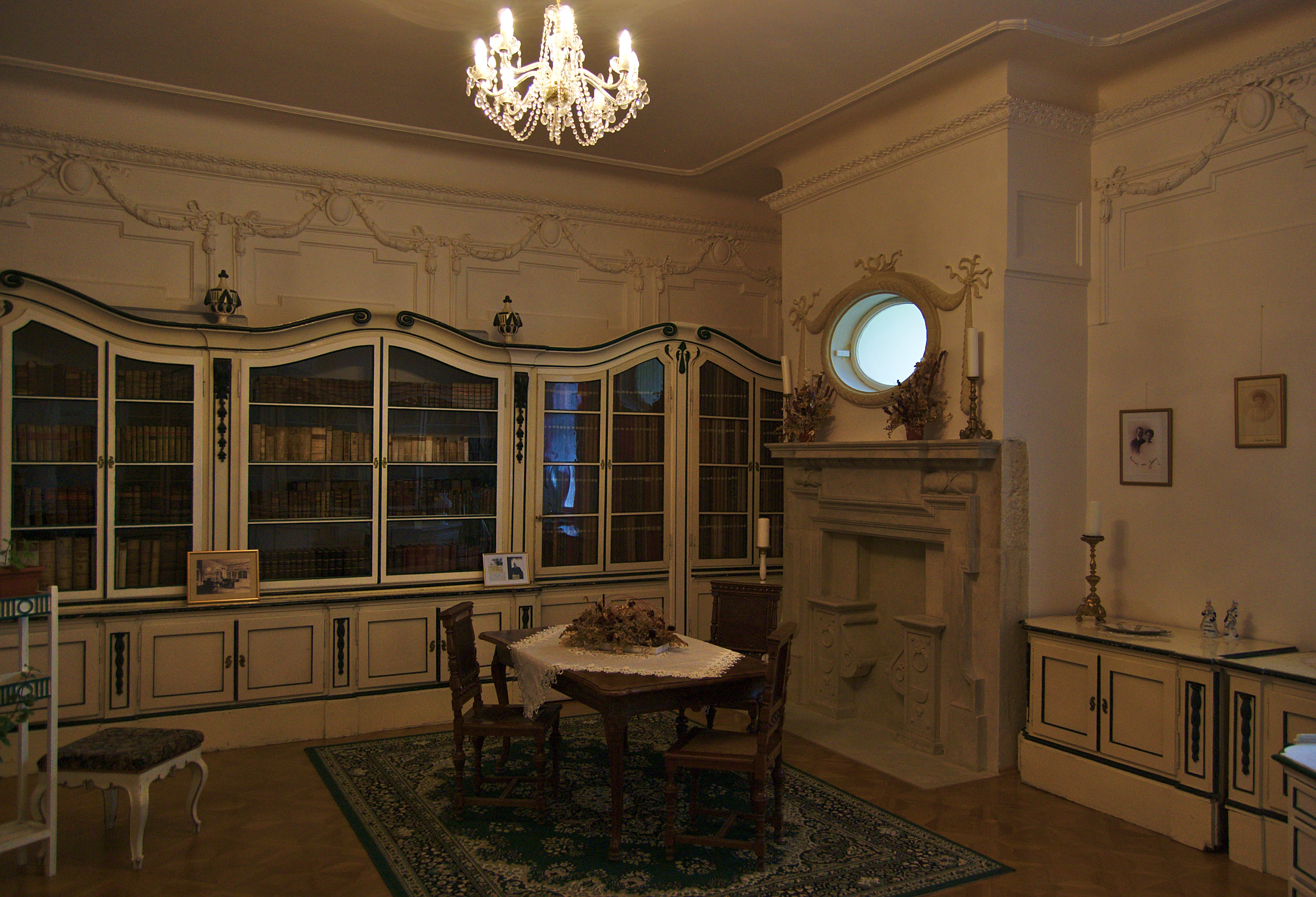
Interiér zámku
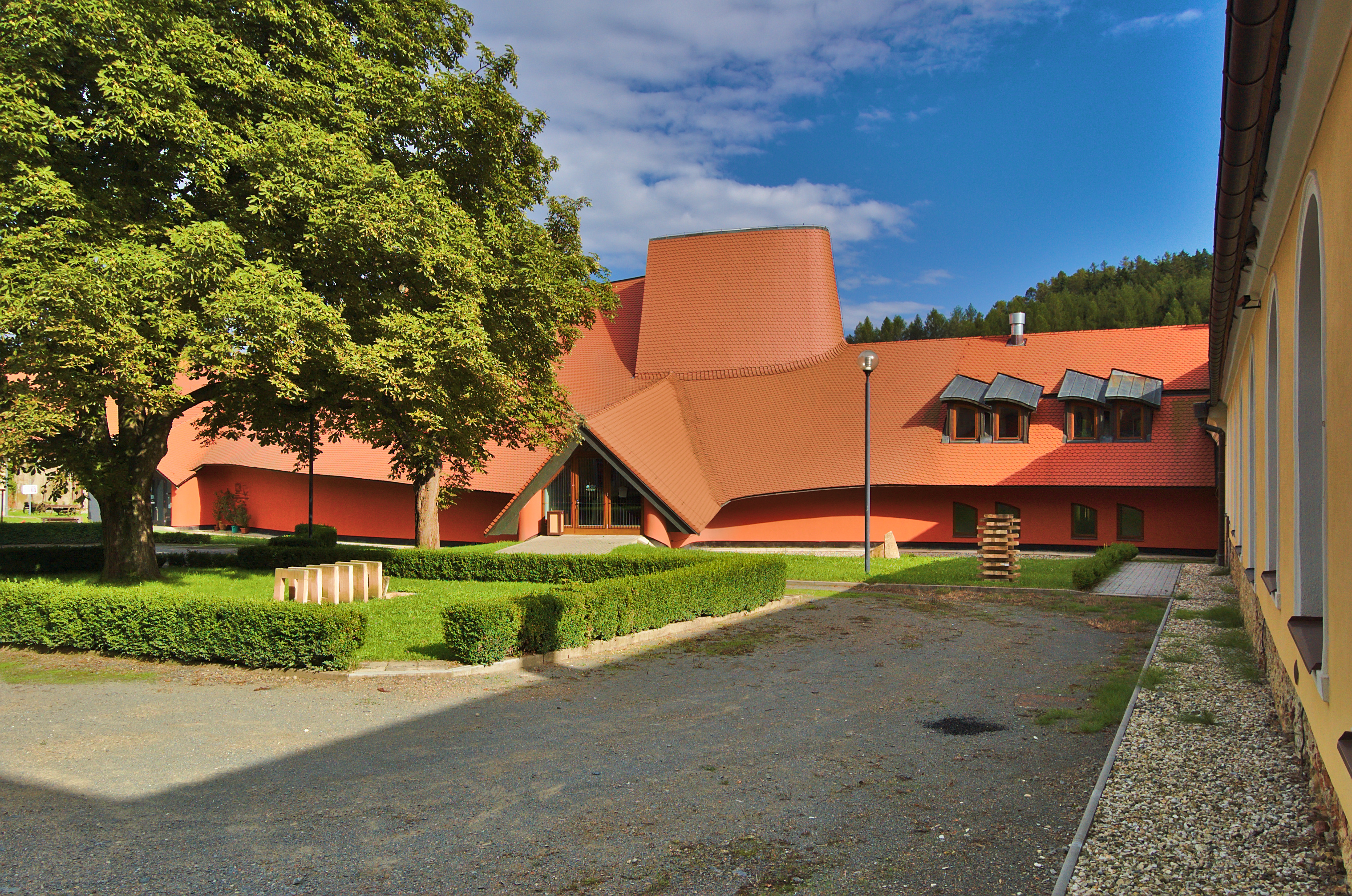
Moravské kartografické centrum
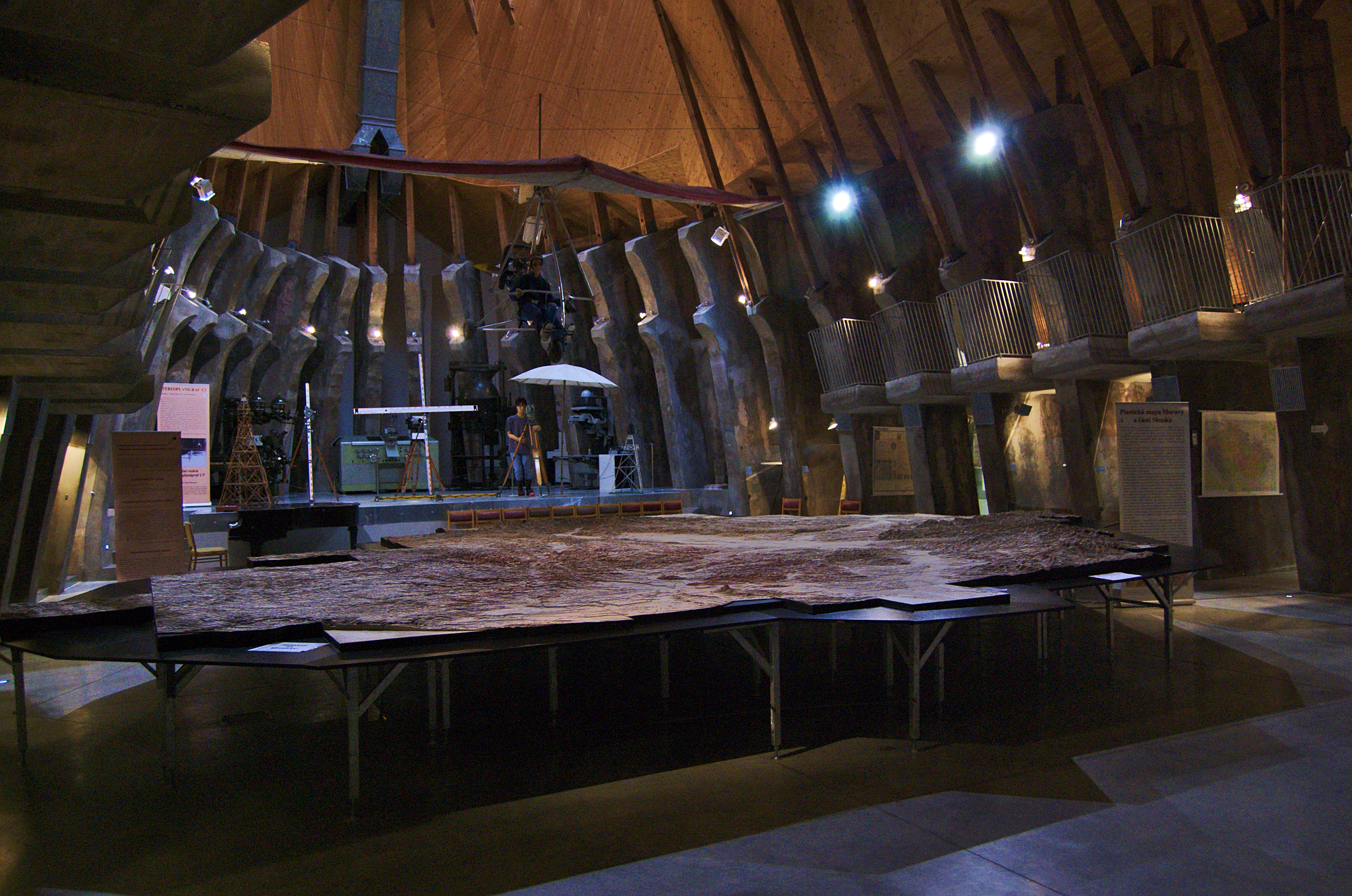
Interiér Moravského kartografického centra
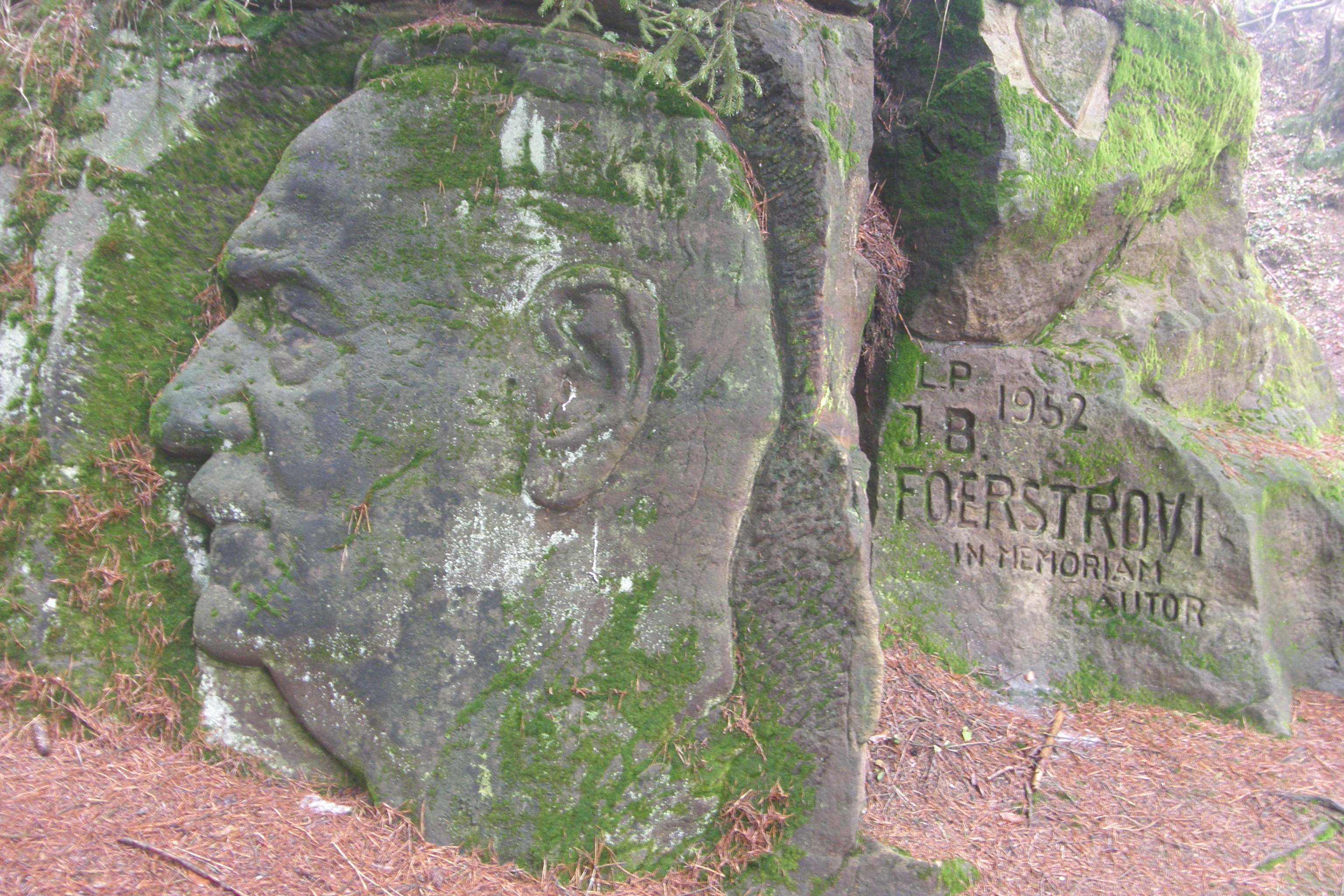
Reliéf Josefa Bohuslava Foerstera
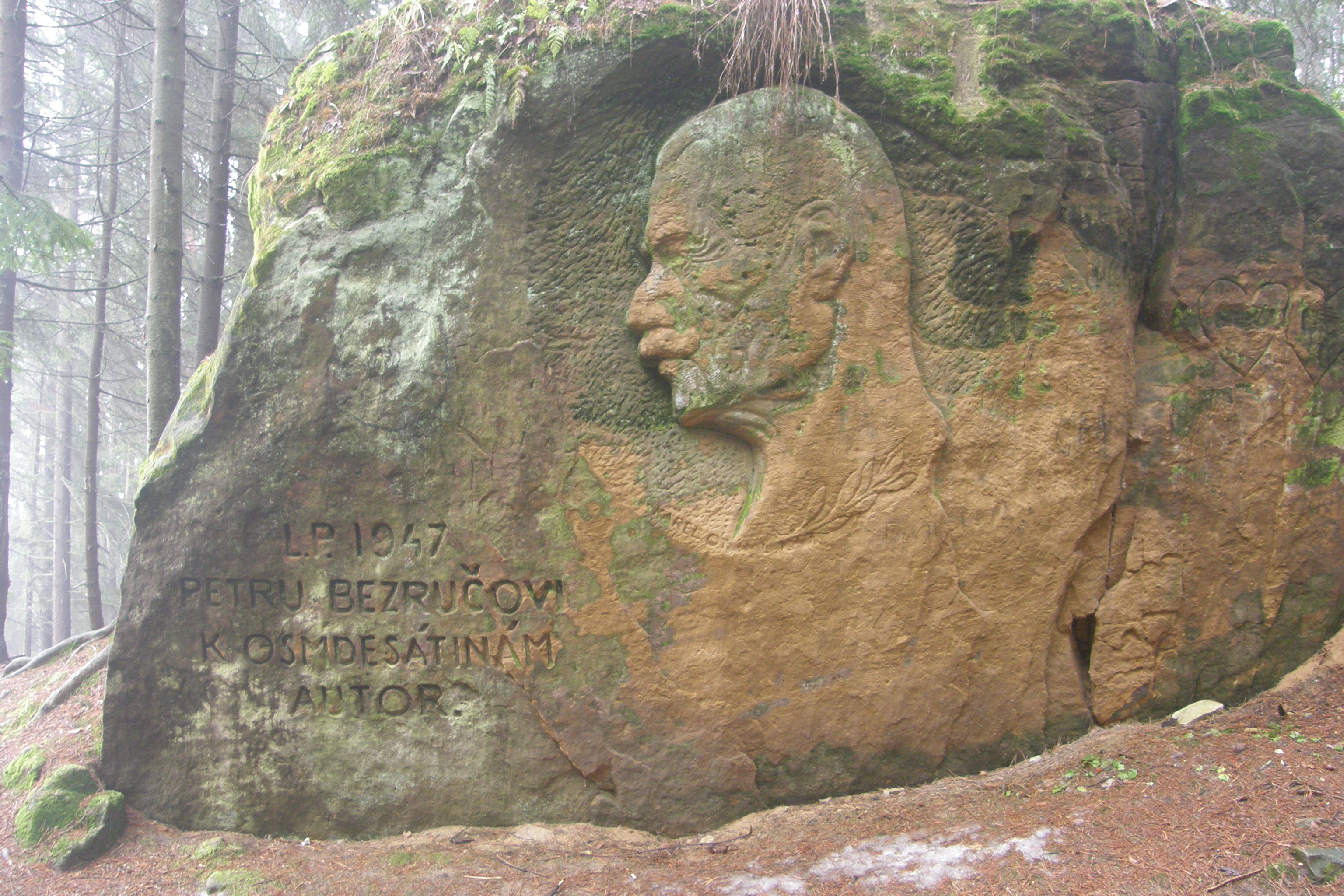
Reliéf Petra Bezruče